# Ménil-aux-Bois
Ménil-aux-Bois és un municipi francès situat al departament del Mosa i a la regió del Gran Est. L'any 2007 tenia 37 habitants.

## Demografia

### Població
El 2007 la població de fet de Ménil-aux-Bois era de 37 persones. Hi havia 12 famílies, de les quals 4 eren unipersonals (4 homes vivint sols), 4 parelles sense fills i 4 parelles amb fills.
La població ha evolucionat segons el següent gràfic:
Habitants censats

### Habitatges
El 2007 hi havia 17 habitatges, 13 eren l'habitatge principal de la família i 4 eren segones residències. Tots els 17 habitatges eren cases. Dels 13 habitatges principals, 12 estaven ocupats pels seus propietaris i 1 estava llogat i ocupat pels llogaters; 1 tenia dues cambres, 2 en tenien tres, 1 en tenia quatre i 10 en tenien cinc o més. 11 habitatges disposaven pel capbaix d'una plaça de pàrquing. A 3 habitatges hi havia un automòbil i a 9 n'hi havia dos o més.

### Piràmide de població
La piràmide de població per edats i sexe el 2009 era:
| Homes | Edats   | Dones |
| ----- | ------- | ----- |
| 0     | 95 o +  | 0     |
| 0     | 90 a 94 | 0     |
| 0     | 85 a 89 | 0     |
| 0     | 80 a 84 | 0     |
| 4     | 75 a 79 | 0     |
| 0     | 70 a 74 | 4     |
| 4     | 65 a 69 | 0     |
| 0     | 60 a 64 | 0     |
| 0     | 55 a 59 | 0     |
| 4     | 50 a 54 | 4     |
| 0     | 45 a 49 | 0     |
| 0     | 40 a 44 | 0     |
| 4     | 35 a 39 | 0     |
| 0     | 30 a 34 | 4     |
| 0     | 25 a 29 | 0     |
| 0     | 20 a 24 | 0     |
| 0     | 15 a 19 | 0     |
| 0     | 10 a 14 | 0     |
| 0     | 5 a 9   | 0     |
| 8     | 0 a 4   | 0     |

## Economia
El 2007 la població en edat de treballar era de 22 persones, 21 eren actives i 1 inactiva. De les 21 persones actives 20 estaven ocupades (10 homes i 10 dones) i 2 estaven aturades (2 homes). L'única persona inactiva estava jubilada.
Activitats econòmiques
Dels 2 establiments que hi havia el 2007, 1 era d'una empresa de comerç i reparació d'automòbils i 1 d'una empresa financera.

## Poblacions més properes
El següent diagrama mostra les poblacions més properes.